# Leipziger Kreis
Der Leipziger Kreis war ein historisches Territorium des 1806 in ein Königreich umgewandelten Kurfürstentums Sachsen.

## Geographische Ausdehnung
Das Gebiet des Leipziger Kreises gehört heute zum größten Teil zum Freistaat Sachsen und zum kleineren Teil zum Land Sachsen-Anhalt. Landschaften im Kreis sind u. a. ein Teil der Leipziger Tieflandsbucht, die Dübener Heide und das Mittelsächsische Hügelland.
Durch den Kreis floss die Mulde mit ihren Zuflüssen Zwickauer Mulde, Zschopau und Freiberger Mulde. Weitere Flüsse, die durch den Kreis flossen, waren die Weiße Elster mit ihren Zuflüssen Pleiße und Parthe.
Eine Exklave des Kreises bildete im Nordwesten das Amt Zörbig und ein Teil des Amts Delitzsch, welches nur über das zum Kurkreis gehörige Amt Bitterfeld mit Kursachsen verbunden war.

## Angrenzende Gebiete
| Herzogtum Magdeburg (Saalkreis) Fürstentum Anhalt | Kurkreis                                                |                                    |
| Thüringer Kreis Herzogtum Sachsen-Merseburg       | Kompassrose, die auf Nachbargemeinden zeigt             | Meißnischer Kreis Stiftsamt Wurzen |
| Herzogtum Sachsen-Zeitz                           | Herzogtum Sachsen-Altenburg Schönburgische Herrschaften | Erzgebirgischer Kreis              |

## Geschichte
Der Leipziger Kreis entstand als einer von fünf Kreisen durch den Erlass der Kanzleiordnung am 5. August 1547 durch Kurfürst Moritz. Dem Leipziger Kreis wurden zunächst die Ämter Altenburg, Borna, Colditz, Delitzsch, Düben, Eilenburg, Grimma, Leipzig, Leisnig, Naunhof, Pegau, Rochlitz, Schmölln und Zörbig zugeteilt. Durch den Naumburger Vertrag von 1554 gelangten die Ämter Altenburg und Schmölln wieder in ernestinischen Besitz. Ab 1582 wurden weitere Gebiete angekauft und das Amt Mutzschen gebildet.
Durch die Beschlüsse des Wiener Kongresses verlor der Leipziger Kreis im Jahr 1815 die Ämter Delitzsch, Düben, Eilenburg, Lützen, Schkeuditz und Zörbig an das Königreich Preußen. Durch die Auflösung des Stiftamts Wurzen kamen im Jahr 1818 die Ämter Wurzen, Mügeln und Sornzig zum Kreis.
Die Reste des Leipziger Kreises gingen 1835 in der Kreisdirektion Leipzig mit den Amtshauptmannschaften Leipzig, Rochlitz, Grimma und Döbeln auf.

## Ämter
| Amt              | Amtssitz                        | Anmerkungen                                                       |
| ---------------- | ------------------------------- | ----------------------------------------------------------------- |
| Kreisamt Leipzig | Leipzig                         | mit dem Amt Taucha                                                |
| Amt Düben        | Düben                           |                                                                   |
| Amt Eilenburg    | Eilenburg                       |                                                                   |
| Amt Delitzsch    | Delitzsch                       | 1656/57 bis 1738 beim Herzogtum Sachsen-Merseburg                 |
| Amt Zörbig       | Zörbig                          | 1656/57 bis 1738 beim Herzogtum Sachsen-Merseburg                 |
| Erbamt Grimma    | Grimma                          | mit dem Amt Naunhof                                               |
| Schulamt Grimma  | ehemaliges Kloster Nimbschen    | Besitz der Fürstenschule Grimma                                   |
| Amt Mutzschen    | Mutzschen, nach 1681: Wermsdorf |                                                                   |
| Amt Leisnig      | Leisnig                         | 1558 wurde das Amt Döbeln angegliedert                            |
| Amt Rochlitz     | Rochlitz                        | mit der Herrschaft Kriebstein                                     |
| Amt Colditz      | Colditz                         |                                                                   |
| Amt Borna        | Borna                           | 1698 bis 1722 an das Herzogtum Sachsen-Gotha-Altenburg verpfändet |
| Amt Pegau        | Pegau                           | 1666 bis 1718 beim Herzogtum Sachsen-Zeitz                        |
| Amt Wurzen       | Wurzen                          | 1581 bis 1818 beim Stiftsamt Wurzen                               |
| Amt Mügeln       | Mügeln                          | 1581 bis 1818 beim Stiftsamt Wurzen                               |
| Amt Sornzig      | Sornzig                         | 1581 bis 1818 beim Stiftsamt Wurzen                               |

## Führungspersönlichkeiten
| Regierungszeit  | Name                                                                                 |
| --------------- | ------------------------------------------------------------------------------------ |
| Oberhauptleute  |                                                                                      |
| 1547–1548       | Christoph von Carlowitz (1507–1578)                                                  |
| 1548–1551       | Erasmus von Könneritz (gest. 1563)                                                   |
| 1551–1554       | Johann (Hans) Freiherr von Heideck (gest. 1554)                                      |
| Kreishauptleute | bis zum Jahre 1661 blieb das Amt des Ober- bzw. Kreishauptmanns unbesetzt            |
| 1661–1683       | Hermann von Wolfframsdorff (1630–1703)                                               |
| 1683–1684       | Albrecht Friedrich von Hünicke (1630–1704)                                           |
| 1684–1685       | August Abraham von der Sahla (1643–1685)                                             |
| 1686–1692       | Hermann von Wolfframsdorff (1630–1703)                                               |
| 1693–1694       | Georg Dietrich von Wolfframsdorff (gest. 1703)                                       |
| 1695–1700       | Johann Georg Freiherr von Rechenberg (gest. 1729)                                    |
| 1701–1713       | Christoph Heinrich von Watzdorf (1670–1729)                                          |
| 1714–1717/18    | Geißler von Dieskau (1654–1718)                                                      |
| 1718–1729       | Heinrich von Bünau (1656–1729)                                                       |
| 1729–1745       | Heinrich Graf von Bünau (1665–1745)                                                  |
| 1745–1754       | Otto Wilhelm von Bodenhausen (1680–1754)                                             |
| 1754–1763       | Hans Heinrich von Witzleben (1713–1771)                                              |
| 1764–1775       | Detlev Carl Graf von Einsiedel (1737–1810)                                           |
| 1775–1779       | Carl August Sahrer von Sahr (Kreishauptmann zur Ausführung von Spezialaufträgen)     |
| 1775–1798       | Ludwig Carl von Pöllnitz (gest. 1807) (reguläre kreishauptmannschaftliche Tätigkeit) |
| 1798–1803       | Johann Otto Heinrich von Schlegel (1724–1803)                                        |
| 1803–1803       | Carl Wilhelm Sahrer von Sahr (gest. 1803)                                            |
| 1804–1815       | Christian Gottfried Heinrich von Nitzschwitz (gest. 1834)                            |
| 1815–1835       | Alexander August von Einsiedel (1786–1856)                                           |

(Quelle unter)